# Mieczysław Karłowicz
Pour les articles homonymes, voir Mieczysław Karłowicz (cyclisme) et Karłowicz.
Mieczysław Karłowicz, né le 11 décembre 1876 en Russie à Vichnievo (sur le territoire de l'actuelle Biélorussie) près de Vilna (actuelle Lituanie) et mort le 8 février 1909 dans les Tatras, est un compositeur polonais.

## Biographie
Son père Jan Karłowicz (pl) est ethnographe, linguiste et musicien amateur, coauteur du grand Dictionnaire de la langue polonaise. Sa mère, Irena Sulistrowska, appartenait à l'aristocratie. Après la vente de leur domaine en 1882, les Karłowicz s'installent à Heidelberg puis à Prague et à Dresde. En 1887 la famille rentre à Varsovie où leur maison devient un des salons fréquentés par toute l'élite de la capitale.
Mieczysław apprend d'abord le violon à sept ans, à Dresde, avant de poursuivre à Varsovie et d'y étudier la composition avec le professeur Zygmunt Noskowski, puis à partir de 1895 à Berlin avec le célèbre pédagogue Heinrich Urban qui fut le maître de Paderewski, Landowska et Hofman.  C'est là qu'il écrit ses premières compositions. Entre 1906 et 1907, il étudie la direction d'orchestre avec Arthur Nikisch. Il étudie en parallèle les sciences à l'université de Varsovie et la philosophie à l'université de Berlin. Il est l'un des fondateurs de la Société Musicale Varsovienne. En 1904 il publie les Souvenirs inédits de Frédéric Chopin. Il fut également passionné d'alpinisme qu'il pratiquait dans les monts Tatras, skieur et photographe. 
Avec les compositeurs polonais Karol Szymanowski, Ludomir Różycki, Grzegorz Fitelberg et Apolinary Szeluto (pl), il est membre de Młoda Polska (Jeune Pologne), un courant artistique qui a pour but de valoriser « l’art pour l’art » et l’imaginaire. La musique de Karłowicz constitue un des sommets du post-romantisme ; par sa recherche d'essence métaphysique et spirituelle elle est proche de celle de Scriabine, Mahler, Schönberg et Sibelius.

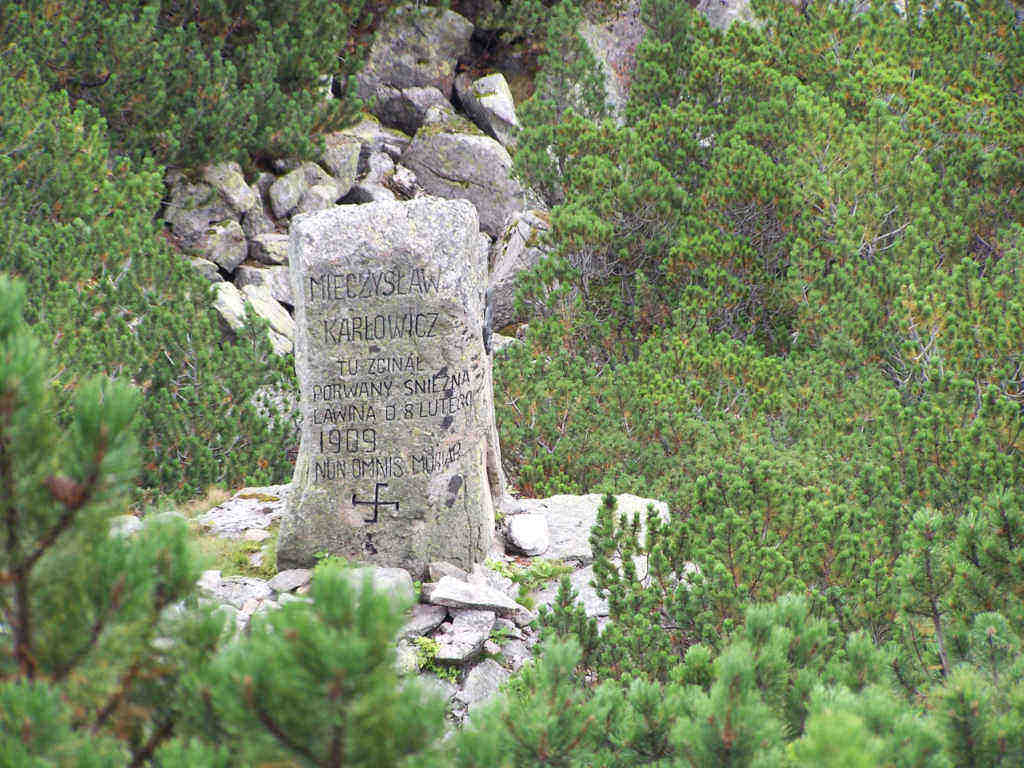
La Pierre de Karłowicz dans les Tatras marque l’endroit où son corps a été trouvé

Il meurt emporté par une avalanche alors qu'il fait du ski dans les Tatras, en 1909. Mieczysław Karłowicz est enterré à Varsovie, au Cimetière de Powązki. Le svastika gravé sur la pierre dressée à l'endroit où il périt, l'un des plus anciens symboles de l'humanité, union de la Roue et de la Croix, représentant le Principe et l'Énergie suprêmes, le tourbillon créationnel, l'harmonie universelle et l'Être infini, évoque ce que Karłowicz s'est efforcé d'exprimer dans sa musique, surtout dans ses Chants éternels.

## Discographie
- Concerto pour violon et orchestre, op.8 (+ Concerto, op.30 & Ballade, op.16 no 1 de Moszkowski) : Tasmin Little (violon) & BBC Scottish Symphony Orchestra, Martyn Brabbins (direction d'orchestre), 1 CD Hyperion, 2004. (Collection Le Concerto romantique pour violon, Volume 4)
- Poèmes symphoniques. Vol.1 : Stanislaw & Anna Oświęcim, op.12 ; Rhapsodie lituanienne, op.11 & Épisode pendant une mascarade, op.14 : Warsaw Philharmonic Orchestra, Antoni Wit (direction d'orchestre), 1 CD Naxos, 2008.
- Poèmes symphoniques. Vol.2 : Les vagues revenantes, op.9 ; Prélude de l’Éternité (Conte douloureux) op.13 & Chants éternels : op10 no 1 (Chant de l'éternelle aspiration) ; op.10 no 2 (Chant de l'Amour et de la Mort) ; op.10 no 3 (Chant de l’Être universel) : New Zealand Orchestra, Antoni Wit (direction d'orchestre), 1 CD Naxos, 2008.
- Sérénade, op.2 & Concerto pour violon et orchestre, op.8 : Ilya Kaler (violon) &  Warsaw Philharmonic Orchestra, Antoni Wit (direction d'orchestre), 1 CD Naxos, 2011.
- Symphonie Résurrection, op.7 & Bianca da Molena, op.6 : Warsaw Philharmonic Orchestra, Antoni Wit (direction d'orchestre), 1 CD Naxos, 2011.

## Œuvres principales
- 1895-1898: Vingt-trois Lieder sur des paroles de K. Przerwa-Tetmajer, J. Słowacki, Z.Krasiński, A. Asnyk.
- 1897: Une sérénade pour orchestre à cordes, op.2, première partition symphonique du musicien, créé à Berlin le 15 avril 1897[1].
- 1900: Une musique de scène, op.6 : Bianca de Molena
- 1903: Une unique symphonie, intitulée Renaissance, op.7, en quatre mouvements, créé à Berlin le 21 mars de cette année[2].
- 1902: Un concerto pour violon en la majeur op. 8, dédié au violoniste Stanislaw Bacewicz créé le 21 mars 1903, avec sa symphonie[1].
- 1904-1909: Six poèmes symphoniques, op. 9 à 14 : Les vagues revenantes, Rhapsodie lituanienne, Chants éternels (Chant de l'éternelle aspiration, Chant de l'Amour et de la Mort, Chant de l'Être universel), Une triste histoire, Stanisław et Anna Oświęcim, Épisode pendant une mascarade